# بيلي أوركهارت
بيلي أوركهارت (بالإنجليزية: Billy Urquhart)‏ هو لاعب كرة قدم بريطاني في مركز الهجوم، ولد في 25 ديسمبر 1957 في إنفرنيس في المملكة المتحدة. لعب مع نادي إنفرنيس ونادي رينجرز وويغان أتلتيك.